# Andrzej Wróblewski
Andrzej Krystyn Wróblewski (* 15. Juni 1927 in Wilno, Zweite Polnische Republik; † 23. März 1957 beim Bergsee Morskie Oko) war ein polnischer Maler und Autor.

## Leben und Werk
Andrzej Wróblewski wurde als Sohn des Juristen Bronisław Wróblewski und der Malerin und Grafikerin Krystyna Wróblewska in Wilna geboren. Schon als Kind wurde sein künstlerisches Talent entdeckt und gefördert, allerdings wurde die schulische Entwicklung durch den deutschen Überfall auf Polen unterbrochen, woraufhin seine Mutter ihn im Holzschnitt unterrichtete. Nach Ende des Zweiten Weltkriegs zog die Familie nach Krakau. Bildhauerei und Malerei studierte Wróblewski an der Akademie der Bildenden Künste Krakau von 1945 bis 1952 bei Zygmunt Radnicki, Zbigniew Pronaszko, Hanna Rudzka-Cybisowa und Jerzy Fedkowicz. Zeitgleich (1945–1948) studierte er Kunstgeschichte an der Jagiellonen-Universität. Er war Autor zahlreicher Artikel in verschiedenen Magazinen. Wróblewski starb auf einer Wanderung durch das Tatra-Gebirge, welches auch Thema zahlreicher Malereien ist.

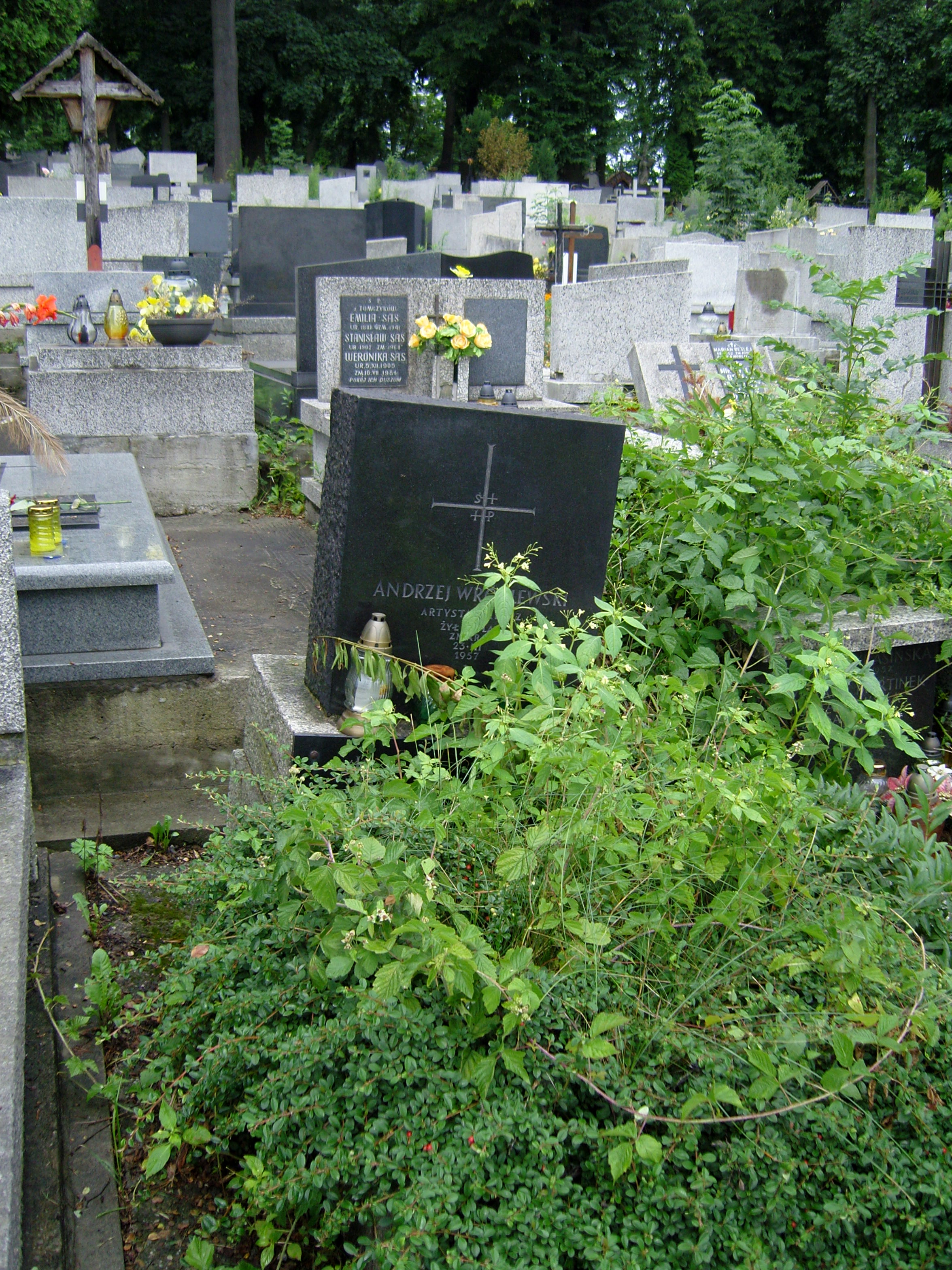
Grab in Krakau

To the Margin and Back war die erste umfassende Einzelausstellung außerhalb Polens. Sie fand 2010 im Van Abbemuseum in Eindhoven statt. Magdalena Ziółkowska, eine der Gründerinnen der Andrzej Wróblewski Foundation machte die Ausstellung möglich. Mehrere seiner Ölgemälde wurden auf der documenta 14 ausgestellt. „Indem er sich gegen das Schema des polnischen Kolorismus wandte, das an den Kunstakademien seiner Zeit seinen festen Stand hatte, und gleichzeitig versuchte, sich der neuen Doktrin des Sozialistischen Realismus anzunähern, entwickelte Wróblewski eine originelle und individuelle Bildsprache.“